# 田代政鬴
田代 政鬴（たしろ まさかま）は、江戸時代後期の人吉藩の藩士。相良氏を代表する史書の一つ『求麻外史』の編纂者として知られる。

## 生涯
人吉藩の用人・田代政定が39歳の折に、その三男として誕生する。政鬴は、熊本藩の辛島塩井並びに久留米藩の樺島石梁の元で修学した。文政4年（1821年）12月23日に兄の政典が家老に抜擢されると、その翌日に政鬴も郡奉行に任じられる（兄の後任か?）。文政12年（1828年）には人吉藩の用人に抜擢され、天保3年（1832年）には藩主の世子である長福の傅役として江戸入府の供をする。その入府した際には、佐藤一斎の門にて学ぶと共に、槍術や騎術なども学んでいる。
天保12年（1841年）2月、人吉にて「茸山騒動」が発生し、兄・政典が責任をとって自害する。そのとき政鬴と、政典の嫡子・政績は江戸に在った。4月に入ってようやく、藩主となった長福に従い帰国の途に就くが、その途上の岡崎で政績が急死する。政典には他に男子がなかったため、政鬴が政典の名跡を継いだ。
弘化2年（1845年）、政鬴は家老ならびに槍手隊将に任じられた。また、この頃に藩命を受けて『求麻外史』の編纂に取り掛かる。安政6年（1859年）、政鬴は70歳の老齢を理由に家老職を辞する旨を申上する。だが辞意は慰留され、その代わりとして財政係と雨天出勤を免じられたが、文久3年（1863年）に再度辞意を願い出て、そこでようやく受理されている。しかしながら、慶応元年（1865年）に「丑年騒動」が発生、再び家老職を仰せ付かり、翌年まで勤め上げた。
ところが慶応三年（1867年）、藩主・頼基が2月に徳大寺家との婚姻の取り決めがあったにも拘らず妾との間に子をもうけ、それが5月に誕生し、8月に夭折した。そのことから藩内に疑惑が生じ、家老の菊池武義が免職、同じく家老で政鬴の婿である渋谷重周が謹慎を申し付けられると、政鬴は三度家老職を命じられる。ただし、78歳の老齢であるため、玄関まで輿に乗ることが許可された。
明治2年（1869年）に死去した。政鬴には男子が無かったため、田代の名跡は孫の政蔵（渋谷重周の次男）が継いだ。